# Jeorjos Chadziioanidis
Jeorjos Chadziioanidis (gr. Γιώργος Χατζηϊωαννίδης; ur. 22 lutego 1951) – grecki zapaśnik walczący w stylu wolnym. Trzykrotny olimpijczyk. Brązowy medalista z Moskwy 1980; siódmy w Montrealu 1976 i odpadł w eliminacjach w Monachium 1972. Walczył w kategorii 57 – 62 kg.
Czwarty na mistrzostwach Europy w 1973. Wicemistrz igrzysk śródziemnomorskich w 1975 i 1979 roku.